# Ronald Forbes Adam
Pour les articles homonymes, voir Adam (homonymie).
Ne doit pas être confondu avec Ronald Adam.
Ronald Forbes Adam, 2e baronnet (30 octobre 1885 - 26 décembre 1982) est un officier supérieur de l'armée britannique. Il eut une influence importante sur la conduite de l'armée britannique pendant la Seconde Guerre mondiale en raison de son long mandat comme adjudant général, responsable de l'organisation et du personnel de l'armée, de juin 1941 à la fin de la guerre, et en tant que proche confident du maréchal Alan Brooke, chef d'état-major impérial (CIGS) de l'armée britannique.

## Carrière
Diplômé de l'Eton College et de la Royal Military Academy Woolwich, Adam fut nommé le 27 juillet 1905 dans la Royal Artillery. Après une affectation en Inde avec la Royal Horse Artillery, il servit sur le front occidental et le front italien pendant la Première Guerre mondiale. Après la guerre, il fréquenta le Collège d'état-major de Camberley et occupa successivement des postes de cadres supérieurs au War Office. Il fut instructeur au Staff College entre 1932 et 1935, et en fut brièvement le commandant en 1937. Lorsque Lord Gort devint chef d'état-major impérial, Adam fut nommé chef adjoint de l'état-major impérial (DCIGS). En octobre 1939, il est nommé commandant du IIIe corps. Quand, fin mai 1940, le Corps expéditionnaire britannique reçut l'ordre d'évacuer la France, Adam se vit confier la tâche d'organiser le périmètre de Dunkerque. Après son retour de France le 31 mai 1940, Adam est nommé officier général commandant en chef du Northern Command, chargé de la défense du littoral de The Wash à la frontière écossaise.
En juin 1941, il est nommé adjudant général. Le rôle était d'une importance particulière pendant les années de guerre en raison de la nécessité pour l'armée d'adapter ses pratiques pour répondre aux besoins d'une armée de conscrits dirigée par des officiers non professionnels. Il mit en place un service de sélection du personnel qui élabora des tests d'aptitude pour établir la stabilité psychologique, le tempérament du combattant, les aptitudes techniques et le potentiel de leadership des recrues. Sous la direction d'Adam, la sélection des officiers n'était plus basée sur un simple entretien avec les commandants, mais réalisée par le biais d'un War Office Selection Board (« Wozbee ») dont les membres, conseillés par des psychiatres et des psychologues, supervisaient divers tests, en particulier ceux visant à montrer potentiel d'initiative d'un homme. Adam n'acceptait pas le point de vue traditionnel selon lequel il y avait une classe de production d'officiers, mais croyait que des hommes et des femmes compétents pouvaient être trouvés dans toutes les parties de la communauté. Ces deux innovations ont rencontré une résistance.
La proposition d'Adam de créer un corps d'infanterie rencontra également une opposition ; cela alarma les traditionalistes du War Office, qui le bloquèrent. Cependant, Adam réussit à faire passer une autre réforme en créant le General Service Corps (en) (GSC). La totalité des recrues — quelque 710 000 entre juillet 1942 et mai 1945 — furent initialement affectées au SGC pour la période de leur formation de base, après quoi elles furent envoyées dans un centre de formation pour une formation spécialisée. Encore plus controversé était la défense d'Adam du Army Bureau of Current Affairs (en) (ABCA), qui produisit des brochures bimensuelles sur les développements actuels afin de fournir aux officiers du matériel pour les groupes de discussion obligatoires avec leurs hommes. Lui et d'autres officiers supérieurs croyaient qu'une armée de citoyens devait être encouragée au combat, pas seulement ordonnée. Le basculement vers la gauche de l'opinion publique britannique pendant les années de guerre qui a abouti à une victoire écrasante du Parti travailliste aux élections générales de 1945 fut imputé à l'ABCA. À l'approche de la fin de la guerre, Adam institua un système de démobilisation basé sur le principe du « premier entré, premier sorti », et résista aux tentatives d'une répétition de la pratique de 1918-1919 consistant à donner la priorité aux besoins de l'économie, qui avait conduit aux mutineries des hommes de longue date. Après la guerre, il prit sa retraite de l'armée en octobre 1946 et fut président de plusieurs organismes impliqués dans l'éducation des adultes.